# Dettighofen
Dettighofen es un municipio de unos 1100 habitantes y una superficie total de 1438 ha que está ubicado a una altitud de entre 450 y 650 m s. n. m. en el este del distrito de Waldshut en el sur de Baden-Wurtemberg, Alemania. Tres cuartos del perímetro del municipio son fronterizos con Suiza.